# Oreste (Cimarosa)
Oreste (Orestes en español) es una ópera seria con música de Domenico Cimarosa y libreto en italiano de Luigi Serio. Se estrenó en el Teatro San Carlos de Nápoles el 13 de agosto de 1783.
Es la ópera 35.ª de las 68 óperas catalogadas de Cimarosa, se puede asignar a la madurez del autor. Está dividida en dos actos, pero fue representada en tres actos por exigencias escénicas.
La obertura fue a menudo ejecutada autónomamente en forma de concierto.